# 유니언 J
유니온 제이(Union J)는 잉글랜드의 보이 밴드이다. 2011년 결성한 조쉬 커치벌트, JJ 햄블릿, 제이미 헨슬리의 3인조가 엑스팩터 UK 시즌9에 지원해 또 다른 참가자 조지 쉘리를 영입하면서 팀 이름을 트리플 J에서 유니온 J로 변경했다.